# Nieva de Cameros
Nieva de Cameros település Spanyolországban, La Rioja autonóm közösségben.  Lakosainak száma 86 fő (2024).

## Népesség
A település népessége az elmúlt években az alábbi módon változott:
| Lakosok száma | 114  | 126  | 118  | 104  | 99   | 89   | 96   | 90   | 86   | 86   |
|               | 2001 | 2004 | 2007 | 2009 | 2012 | 2014 | 2017 | 2019 | 2022 | 2024 |